# Блокадная парикмахерская

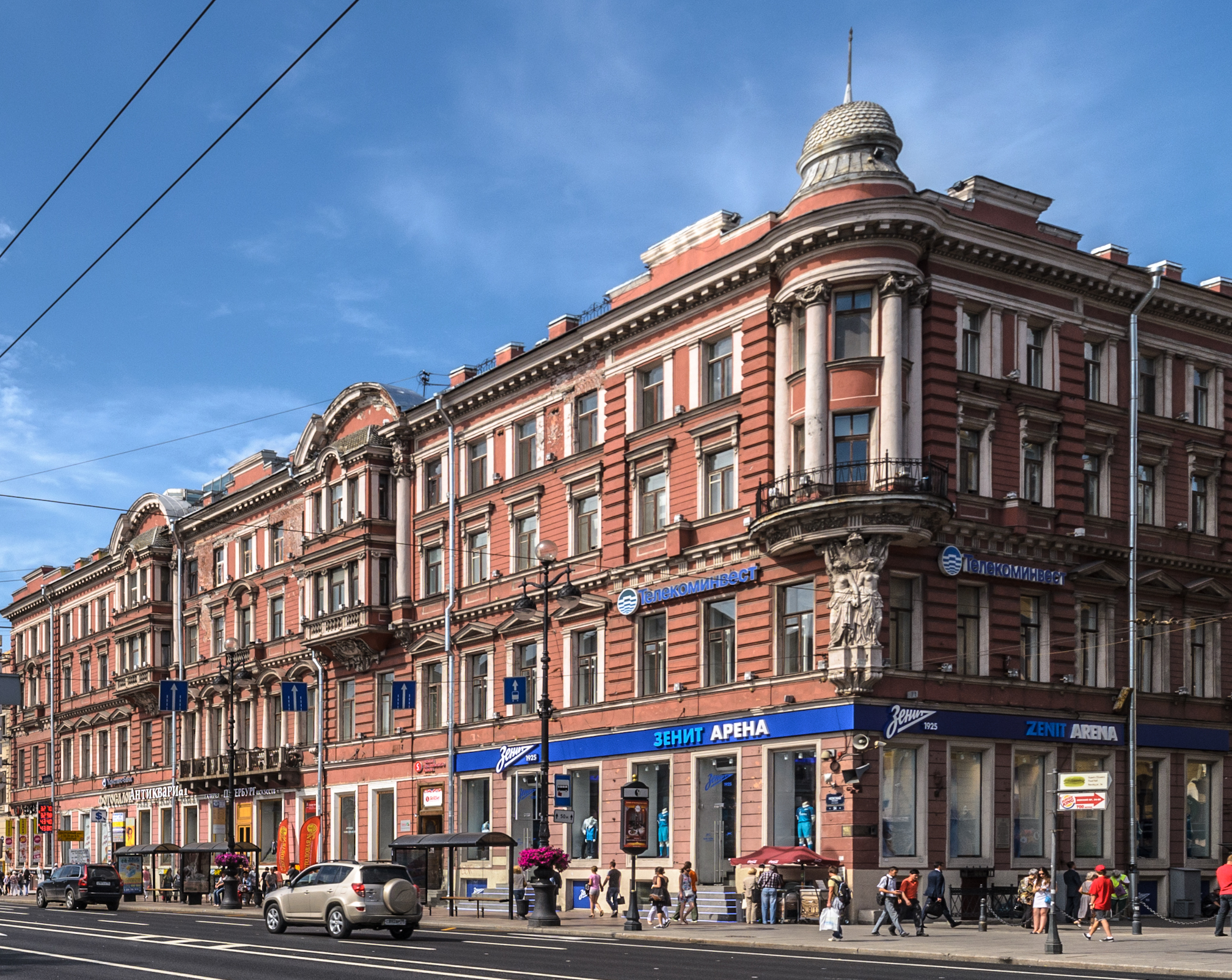
Невский проспект, 54/3

«Блока́дная парикма́херская» — одна из старейших парикмахерских Санкт-Петербурга, работавшая все годы блокады (1941—1944). В память о труде парикмахеров блокадного города на стене дома на Невском проспекте, 54/3 установлена мемориальная доска.

## История
…Большинство клиентов — ленинградцы. На них просто страшно смотреть. До того заросли и покрылись коростой грязи. Спутанные, давно нечёсаные волосы на голове. Грязные клочья вместо бороды. Чёрные шеи и щеки, закопчённые у огня «буржуйки». Сядет такой пещерный житель перед зеркалом и с удивлением взирает, как постепенно бритвой и ножницами приводят его умелые руки в благообразный вид. Причешут, подстригут, побреют, спрыснут хвойной водицей и, смотришь, новый человек выходит на улицу. Правда, ещё он бледен и худощав. Но видно, не дойдёт уже до той страшной грани запущенности, в какой он был.

Великое дело парикмахерская!

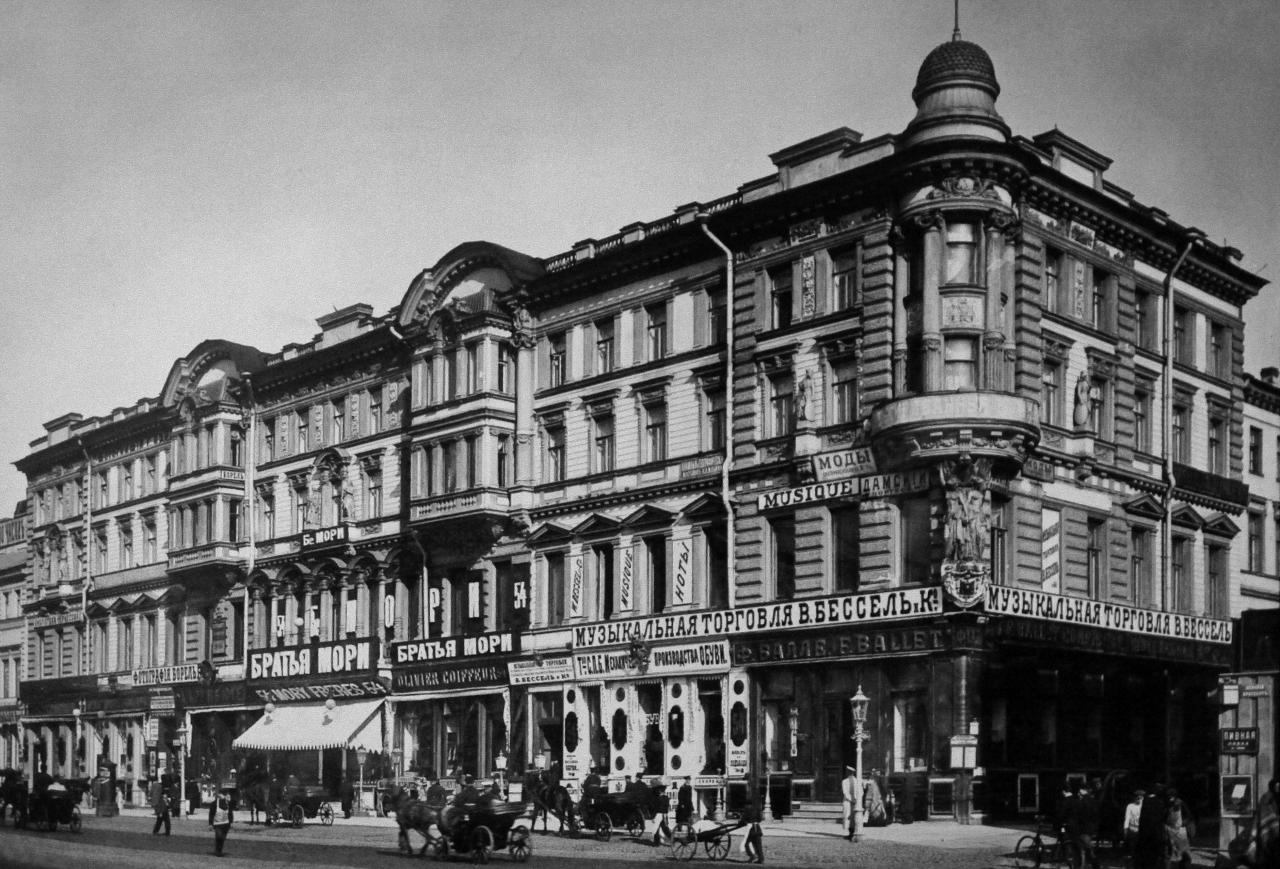
Невский пр., 54. 1900-е годы. Фотография К. Буллы

Это как символ возрождения, как луч надежды.
Парикмахерская, открывшаяся до революции в бельэтаже жилого дома на Невском проспекте, 54/3 — одна из старейших в Петербурге. Названия и владельцы менялись — в справочнике «Весь Петербург» на 1894 год по этому адресу значилась парикмахерская, принадлежавшая Александру Петровичу Лазареву, «Весь Петербург» на 1910 год указывает парикмахерскую под названием «Оливье» (фр. Olivier coiffeur) того же владельца. В 1917 году владельцем «Оливье» был Тимофей Иванович Соловьёв. В годы советской власти салон «Оливье» именовался парикмахерской № 9 парикмахерской артели Куйбышевского района.
К зиме 1941/42 годов почти все парикмахерские в осаждённом городе закрылись. Парикмахерская № 9 на Невском проспекте (тогда называвшимся проспектом 25 Октября) не прекращала свою работу все дни блокады. Как и в довоенное время, первый зал парикмахерской был мужской, второй, с мавританским потолком — женский. Воду работники парикмахерской носили в вёдрах из проруби и воронок от бомб, грели на керосинках. Лак для волос изготавливали самостоятельно, смешивая мебельный лак, одеколон и цветной полировочный лак. В блокадных дневниках военного журналиста и писателя А. В. Сапарова описаны «отощавшие девушки в грязных халатах, одетых поверх пальто, в валенках с галошами, с посиневшими от холода пальцами», «одеколон „а-ля Ленинград“ — 20 % спирта, остальное — хвойная вода», «старушка-гардеробщица — типичный дистрофик»: «опухшее лицо, голодные, беспокойные глаза».

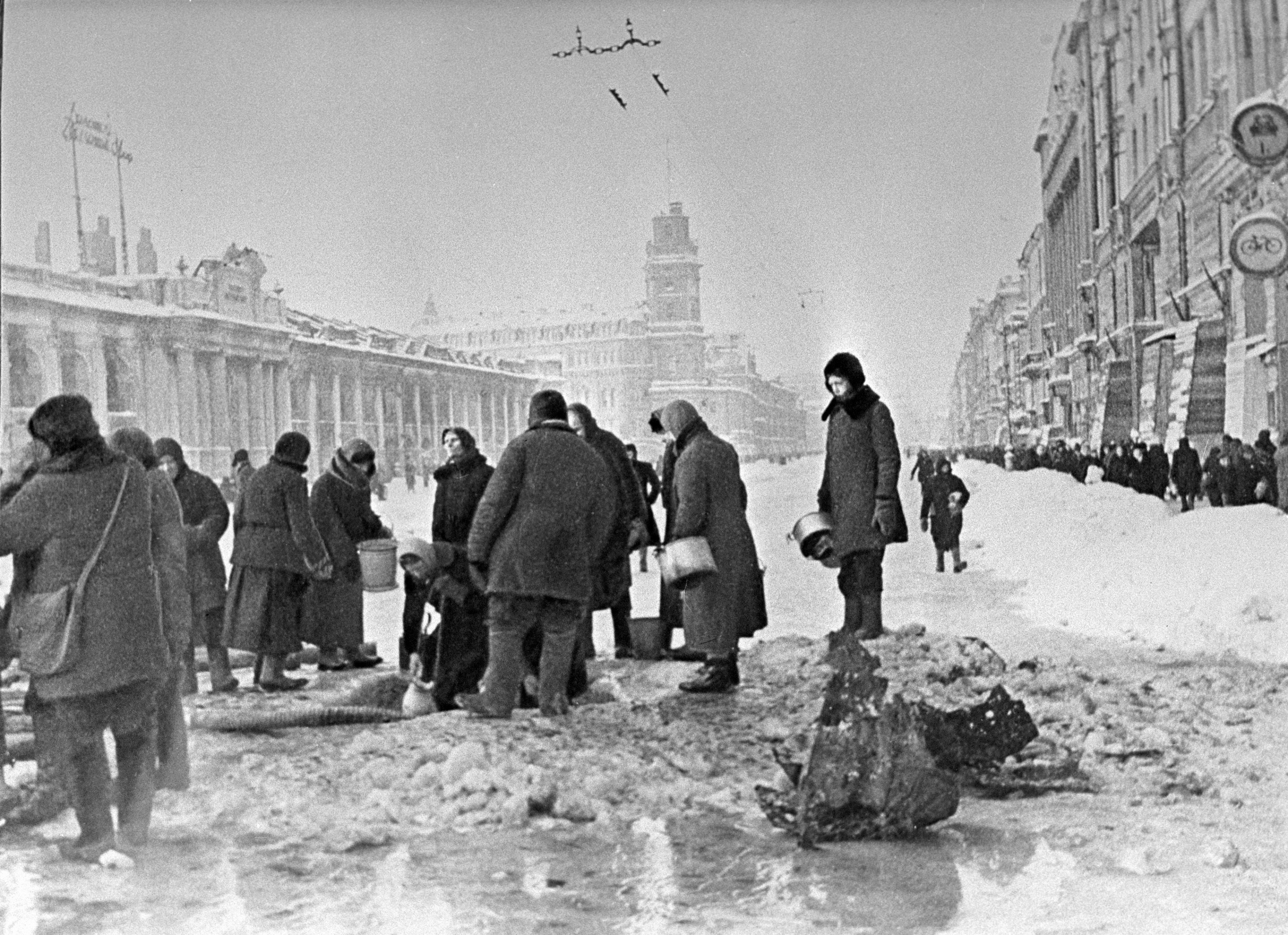
Жители блокадного Ленинграда на Невском проспекте набирают воду, появившуюся в воронке после артобстрела. Декабрь 1941. Фотография Б. П. Кудоярова

В отсутствие воды в домах ленинградцы приходили в парикмахерскую, чтобы просто вымыть голову. Частыми посетителями были уходившие на фронт солдаты, приходили актеры располагавшихся поблизости театров — Александринского и Музыкальной комедии.
Сохранилось свидетельство современницы, мастера блокадной парикмахерской № 9 Евдокии Новик: «Нам приходилось таскать воду из проруби на Фонтанке. Ещё неподалёку отсюда была воронка после бомбы, куда набиралась вода. Она тоже была местом паломничества парикмахеров. Потом с трудом добытую воду грели на спиртовках. Мастерская никогда не пустовала».
Ко второй блокадной зиме в городе открылись уже 42 парикмахерских. В блокадный фольклор вошло рекламное объявление на парикмахерской лета 1942 года: «Заходите с керосинками — выходите блондинками», оно означало, что для разогрева парикмахерских щипцов для завивки и разведения краски для волос требовалось приносить с собой дефицитный керосин.
В послевоенные годы парикмахерская носила № 12, затем получила название «Дебют», позднее стала салоном красоты «Дебют-Велла».

## Память
5 сентября 2002 года на внутренней стене здания у входа в парикмахерскую была установлена мемориальная доска, выполненная петербургским художником Алексеем Коцюбинским. На доске выбита надпись: 
Эта
парикмахерская
работала всю блокаду
(1941—1944)
В эти годы
труд
парикмахеров
доказал:
красота
спасёт
мир
В 2006 году историческая парикмахерская была закрыта из-за повышения платы за аренду помещения. На её месте расположился магазин «Зенит-Арена».
В 2013 году мемориальный знак внесён в «Книгу памяти Великой войны», блокадная парикмахерская включена в реестр неформальных достопримечательностей Санкт-Петербурга.

## Комментарии
1. ↑  На этом доме находится также памятный знак «Блокадному репродуктору»[1].